# اینوسور
اینوسور (نام علمی: Inosaurus) نام یک سرده از راسته خزنده‌کفلان است.